# Dorothee Oberlinger

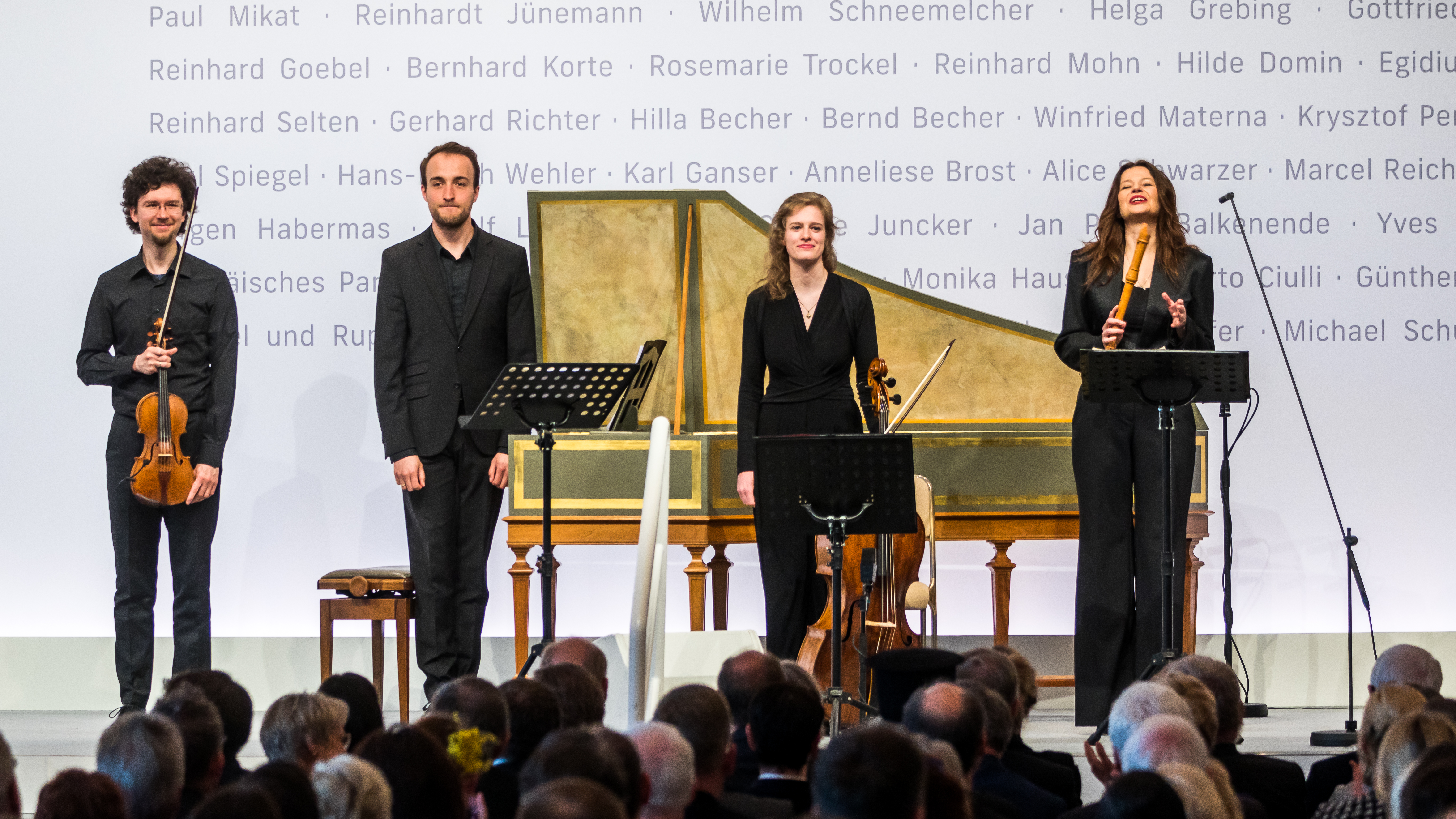
Dorothee Oberlinger (rechts) mit ihrem Ensemble 1700 (2023)

Dorothee Oberlinger (* 2. September 1969 in Aachen) ist eine deutsche Blockflötistin, Dirigentin und Professorin am Salzburger Mozarteum. Sie widmet sich überwiegend dem Bereich Historische Aufführungspraxis.

## Leben
Dorothee Oberlinger, Urenkelin des Orgelbauers Karl Oberlinger jun., wurde in Aachen geboren und wuchs in Simmern/Hunsrück auf. An der Universität zu Köln studierte sie die Fächer Schulmusik und Germanistik. Nach dem ersten Staatsexamen folgte ein Blockflötenstudium in Köln, Amsterdam und Mailand. Zu ihren Lehrern zählten Günther Höller (Hochschule für Musik und Tanz Köln), Walter van Hauwe (Amsterdam) und Pedro Memelsdorff (Mailand). 1997 gewann sie beim internationalen Wettbewerb „Moeck“ UK/SRP in London den ersten Preis, 1998 gab sie in der Londoner Wigmore Hall ihr Solodebüt.
Als Solistin trat sie mit international namhaften Ensembles und Barockorchestern auf, beispielsweise den Sonatori de la Gioiosa Marca, der Musica Antiqua Köln, der Academy of Ancient Music sowie verstärkt mit dem von ihr 2002 gegründeten Ensemble 1700. Für ihre Einspielungen erhielt sie mehrfach Preise und Auszeichnungen, u. a. den ECHO Klassik.
Dorothee Oberlinger ist seit 2004 Professorin am Salzburger Mozarteum, dort ist sie Leiterin des Departments für Blas- und Schlaginstrumente sowie 1. stellvertretende Leiterin des Instituts für Neue Musik. Seit 2009 ist sie außerdem Intendantin der Arolser Barockfestspiele.
Sie war auch an der Einspielung des Tracks Takla Makan für das 2009 erschienene Album der Gruppe Yello beteiligt.  Beim 41. Musikfestival Tage Alter Musik in Herne 2016 dirigierte sie die Oper Lucio Cornelio Silla von Georg Friedrich Händel, eine Koproduktion der Internationalen Händel-Festspiele Göttingen.
Seit 1. September 2018 ist Dorothee Oberlinger Intendantin der Musikfestspiele Potsdam Sanssouci.

### Privates
Dorothee Oberlinger lebt in Köln.

## Auszeichnungen
- ECHO Klassik 2008 „Beste(r) Instrumentalist(in) des Jahres“ für Italian Sonatas
- Diapason d’or für Flauto Veneziano[6]
- ECHO Klassik 2013 „Konzerteinspielung des Jahres“ für Flauto Veneziano
- ECHO Klassik 2015 „Kammermusikeinspielung des Jahres (Musik des 17./18. Jahrhunderts)“
- 2016 Ernennung zur Ehrenbürgerin der Stadt Simmern[7]
- 2016 Berufung zur Telemann-Botschafterin[8]
- Georg-Philipp-Telemann-Preis der Landeshauptstadt Magdeburg 2020[9]
- Opus Klassik 2020, Kategorie Instrumentalistin (Blockflöte), für Night Music
- Verdienstorden der Bundesrepublik Deutschland, 2021[10]
- Großer Kulturpreis der Sparkassen-Kulturstiftung Rheinland, 2025

## Diskografie (Auswahl)
- A. Vivaldi – Concerti Per Flauto. Mit Ornamente 99 (2001)
- Peripheries – Contemporary and Medieval music for Recorder (2004)
- Vivaldi – Concerti Per Flauto E Flautino. Mit Sonatori De La Gioiosa Marca (2005)
- Italian Sonatas. Auch 2012 in der KulturSPIEGEL-Edition Die besten guten Klassik-CDs (2007)
- Telemann. Mit Ensemble 1700 (2008)
- Blockflötenkonzerte – Telemann, Graupner, Schultze. Mit Reinhard Goebel, Ensemble 1700; auch 2011 in der KulturSPIEGEL-Edition Die besten guten Klassik-CDs (DHM, 2009)
- French Baroque – Versailles 1700–1740. Mit Ensemble 1700 (DHM, 2010)
- Flauto Veneziano. Mit Sonatori De La Gioiosa Marca (DHM, 2012)
- Telemann – 12 Fantasias (DHM, 2013)
- The Passion of Musick. Mit Ensemble 1700, Vittorio Ghielmi, Il suonar parlante orchestra (DHM, 2014)
- Bach – Small Gifts (DHM, 2017)
- Night Music Dorothee Oberlinger mit Sonatori de la Gioiosa Marca (DHM, 2019)
- Discovery Of Passion mit Dmitry Sinkovsky (Violine) und Ensemble 1700 (DHM, 2020)
- Dance for Two. Mit Nils Mönkemeyer, Viola. Werke von u. a. Hildegard von Bingen, Konstantia Gourzi, J. S. Bach, Morton Feldman, John Cage (DHM; 2023)